# 1945年鐵路
此條目列出1945年發生有關鐵路運輸的事件。

## 事件

### 1月
- 1月1日：愛爾蘭共和國的國家鐵路營運商大南方鐵路（英语：Great Southern Railways (Ireland)），負責營運愛爾蘭鐵路網絡（英语：Rail transport in Ireland）的南面部分，併入新的國家交通營運商愛爾蘭交通系統（英语：Córas Iompair Éireann）。
- 1月2日：吾妻線通車。
- 1月10日：洛杉磯有軌電車停運。
- 1月19日：美軍運輸部隊（英语：Transportation Corps）開始在菲律賓的呂宋軍事鐵路（使用馬尼拉鐵路公司軌道）營運列車[1]。

### 2月
- 2月18日：名古屋鐵道豐川線通車。
- 2月23日：特罗伊希特林根火車站在戰爭期間遭到空襲，造成600人死亡和1500人受傷，是德國歷史上最慘重的鐵路災難。

### 4月
- 4月27日：奧地利的國營鐵路脫離德意志國鐵路控制。

### 6月
- 6月20日：予讚本線全線通車。

### 8月
- 8月14日：京橋站成為日本最後一處在第二次世界大戰遭到空襲的地方。在大阪大空襲期間，一個一噸重的炸彈擊中片町線月台，700至800個躲避者死亡。

### 10月
- 10月2日：倫敦地鐵皮卡迪利圓環站成為第一個以螢光燈照明的地鐵站[2]。